# Ostróżeczka wschodnia

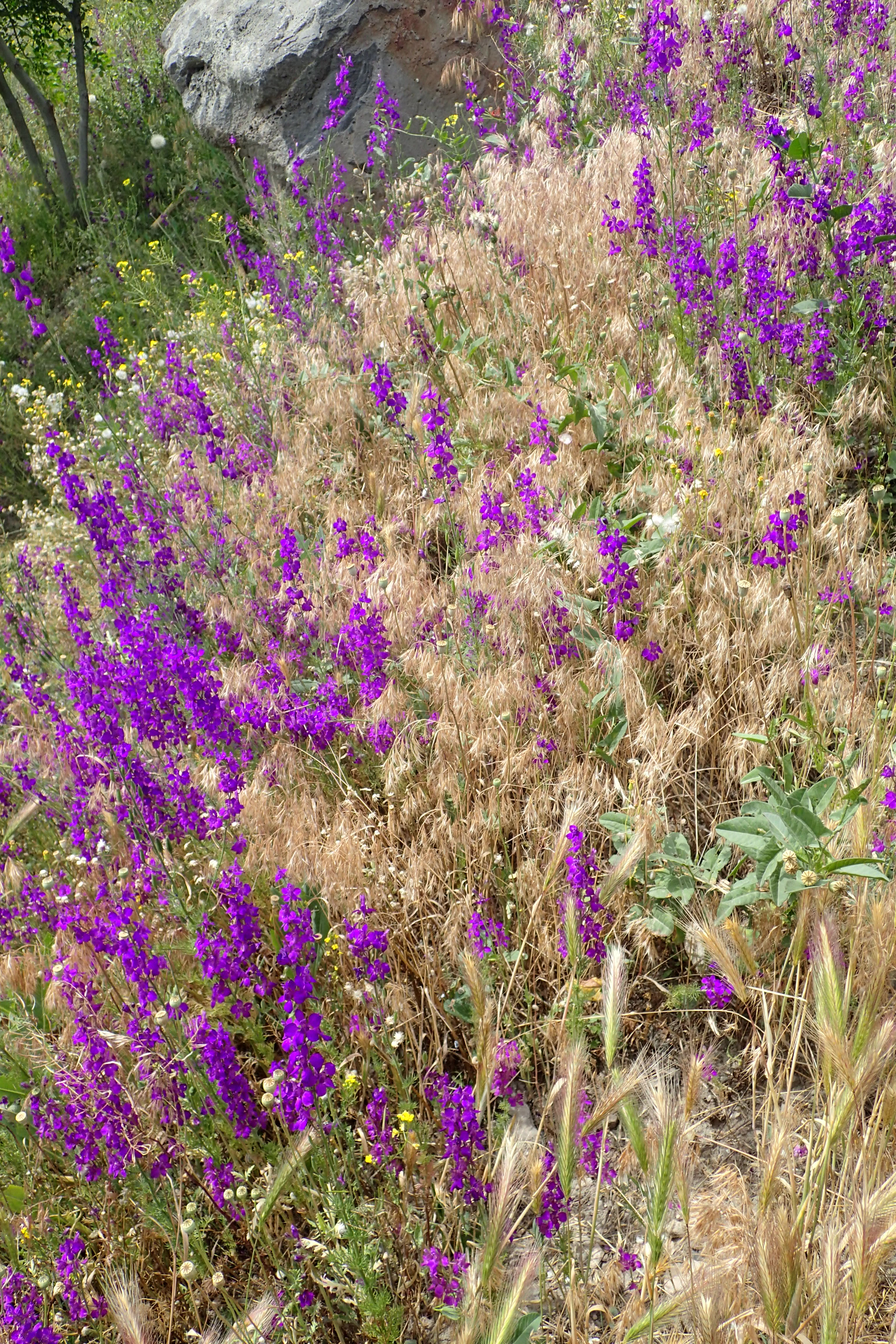
Ostróżeczka wschodnia na stanowisku naturalnym w Armenii

Ostróżeczka wschodnia (Consolida orientalis (J.Gay) Schrödinger) – gatunek rośliny należący do rodziny jaskrowatych (Ranunculaceae). Pochodzi z południowej i wschodniej Europy, Afryki Północnej i Azji. W Polsce bywa uprawiany na kwiat cięty, przejściowo dziczeje.

## Rozmieszczenie geograficzne
Rośnie dziko w Afryce Północnej (Algieria, Maroko, Tunezja), w Azji (Kaukaz, Turcja, Turkmenistan, Iran, Syria, Indie, Pakistan) oraz w południowej i wschodniej Europie (Ukraina, Albania, Bośnia i Hercegowina, Bułgaria, Chorwacja, Macedonia, Rumunia, Serbia, Hiszpania). Na części swojego terenu występowania w Europie jest gatunkiem rodzimym, w niektórych rejonach Europy rozprzestrzenił się jako gatunek zawleczony. W Europie jest ponadto uprawiany. W Polsce uprawiany rzadko. Dawniej w okolicach Wrocławia występował jako gatunek zawleczony. Status we florze Polski: efemerofit.

## Morfologia
PokrójRośliny o pędzie prosto wzniesionym, osiągające wraz z kwiatami wysokość od 30 cm do 1 m.
LiścieUlistnienie naprzemianległe, liście dłoniaste, sieczne, o wąskich łatkach. Dolne przysadki wcinane.
KwiatyKwiaty grzbieciste, fioletowoniebieskie, zebrane w grona. Posiadają 5 barwnych działek kielicha, górna działka zakończona jest ostrogą o długości 8–12 mm, pozostałe cztery wąskojajowate. Występują podkwiatki sięgające do nasady kwiatów. Korona zrośnięta z dwóch lub czterech płatków w jeden miodnik, z ostrogą schowaną w ostrodze górnej działki. Słupek górny z długą szyjką. Pręciki liczne, zwykle w liczbie 8–10.
OwoceWielonasienny mieszek. Owoc osiąga długość 14–22 mm, jest owłosiony i nagle ściągnięty w dzióbek. Po dojrzeniu pęka. Nasiona czerwonobrązowe, pokryte dachówkowato ułożonymi łuskami.

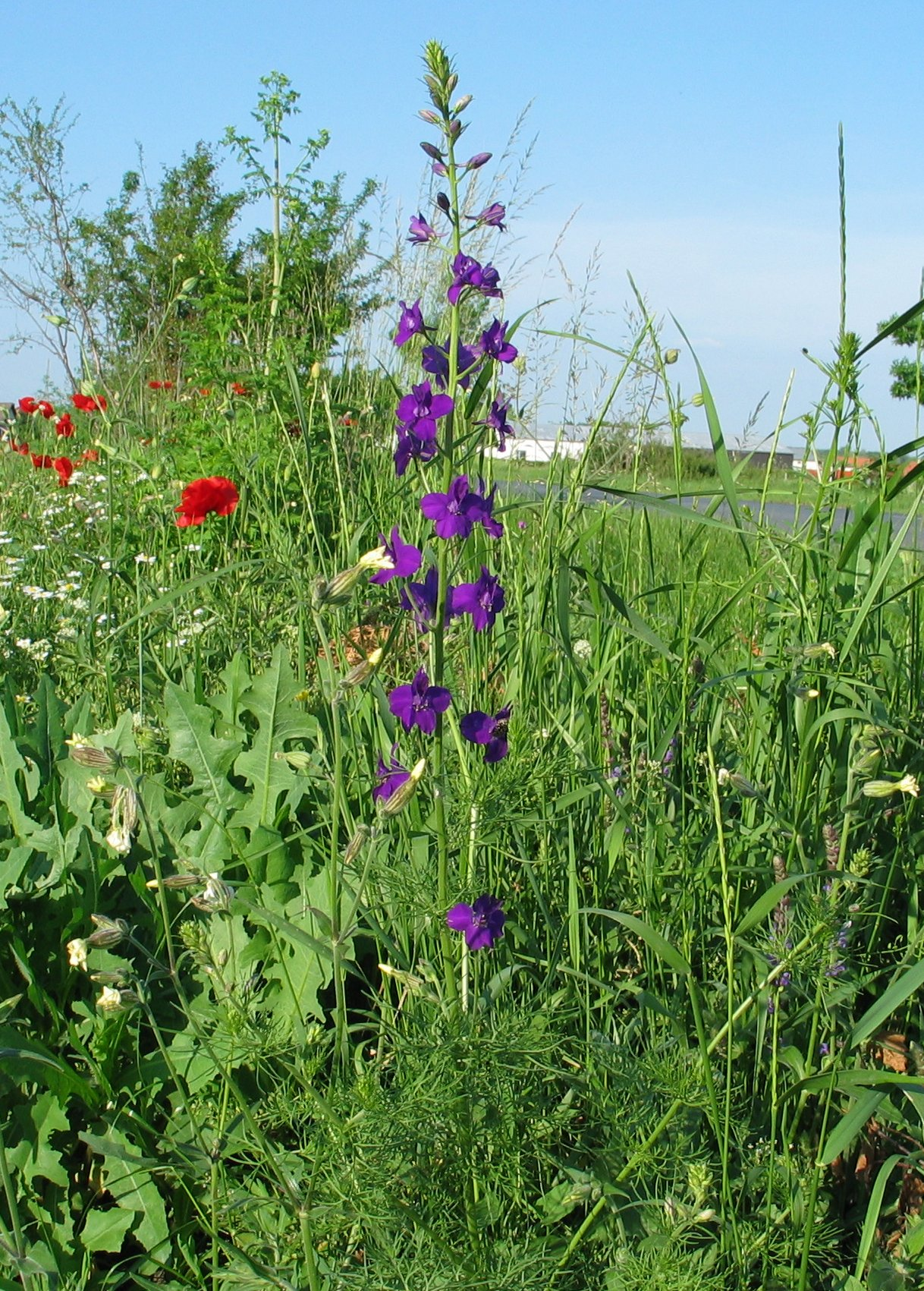
Pokrój
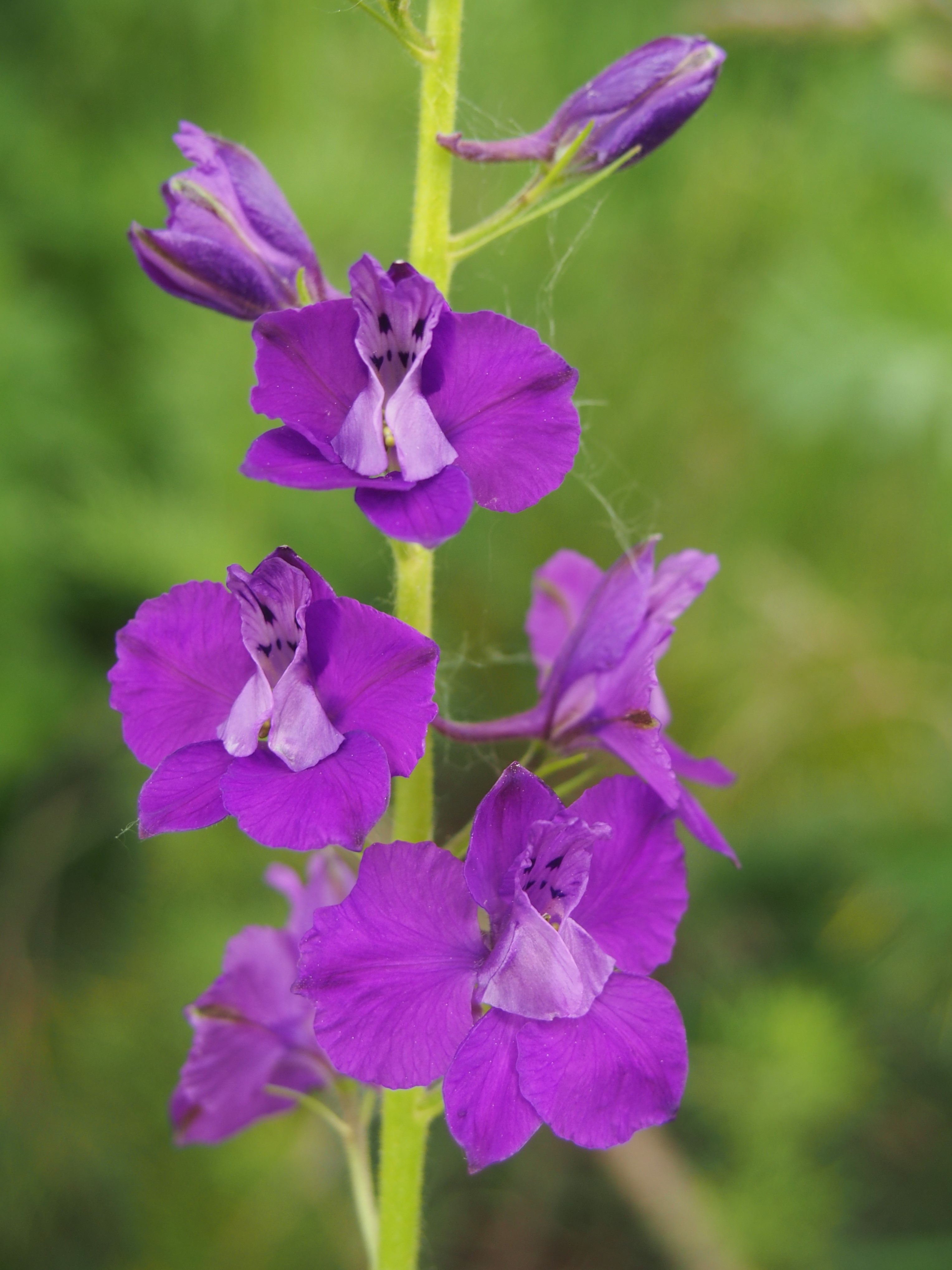
Kwiatostan
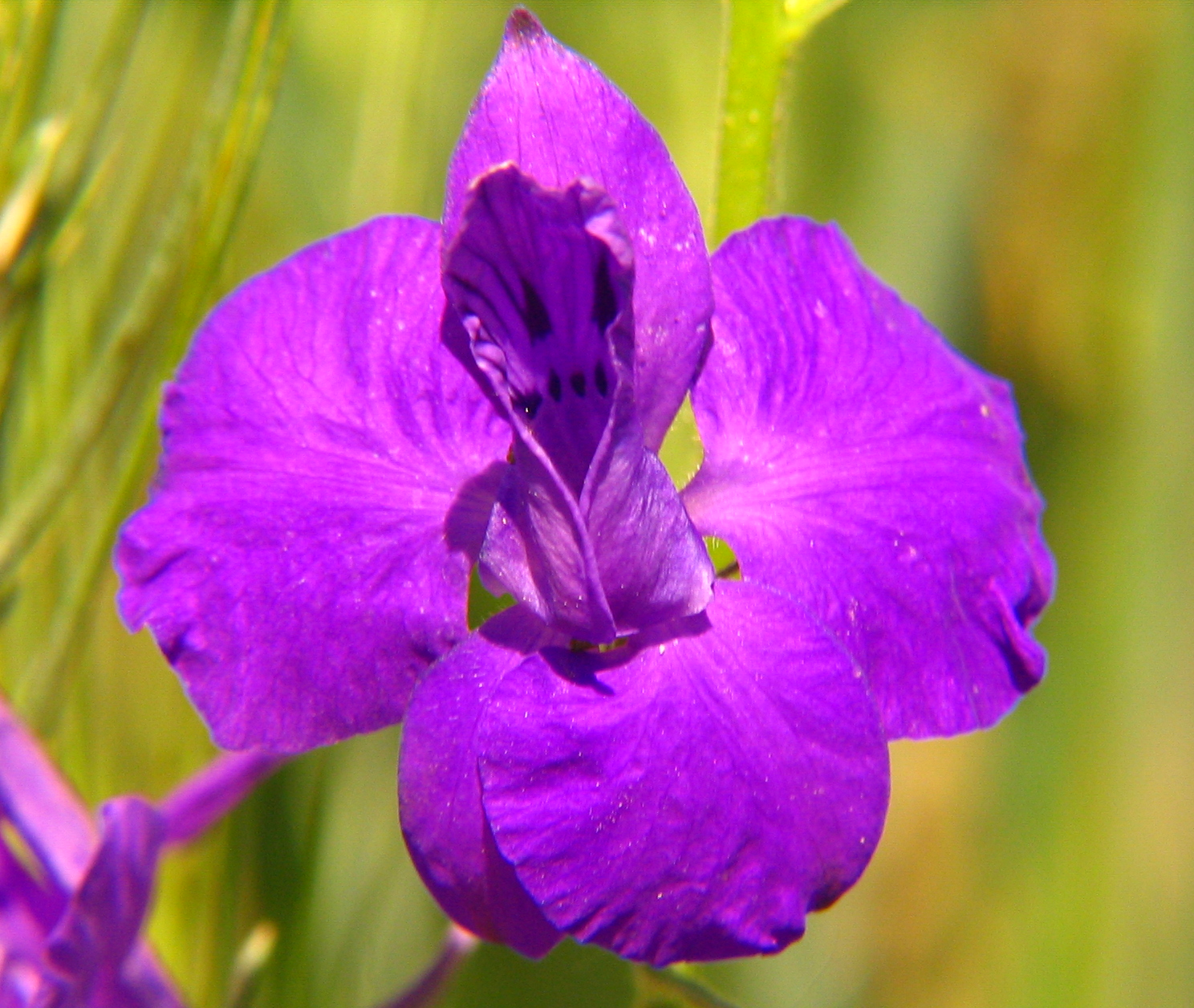
Kwiat
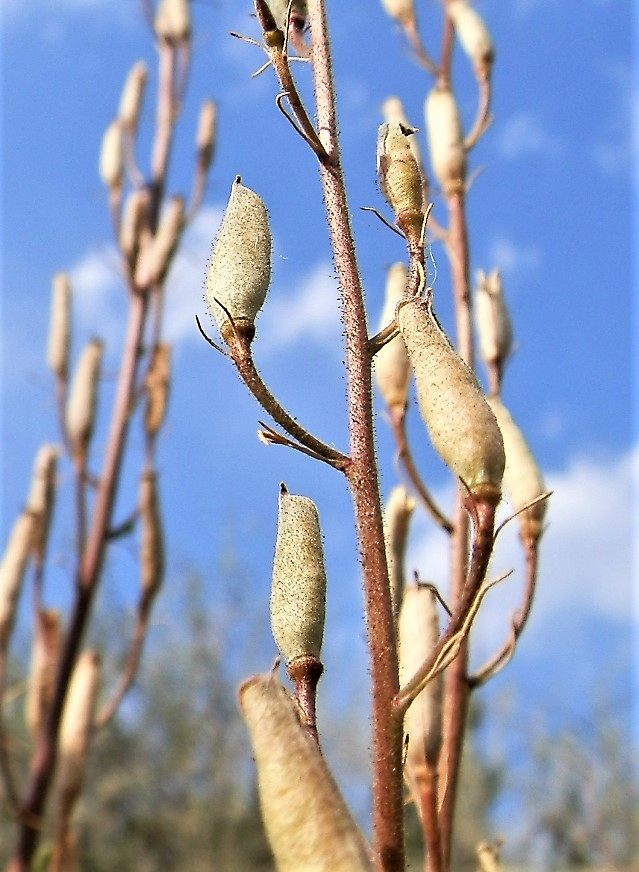
Suche owoce

## Biologia i ekologia
Roślina jednoroczna. Kwitnie od czerwca do sierpnia. Liczba chromosomów: 2n = 16. Poza naturalnym zasięgiem występuje dziko na siedliskach synantropijnych, łąkach i polach.

## Uprawa
Roślina łatwa w uprawie. Lubi miejsca słoneczne i żyzną, przepuszczalną glebę. Nadaje się na rabaty lub na kwiat cięty, dość długo zachowujący świeżość. Rozmnaża się przez wysiew nasion od razu na stałe miejsce. Nasiona wysiewa się od  wiosny do początku lata. Można też wysiewać jesienią, ale wówczas należy przed zimą miejsce wysiewu lekko okryć. Jesienny siew powoduje, że wiosną rośliny wcześniej kiełkują i rozwijają się. Odmiany o wysokich pędach wymagają podparcia.